# Crossopetalum lobatum
Crossopetalum lobatum är en benvedsväxtart som beskrevs av C.L. Lundell. Crossopetalum lobatum ingår i släktet Crossopetalum och familjen Celastraceae. Inga underarter finns listade.